# Bilal Hussein
Bilal Hussein (in arabo بلال حُسَين‎?; Stoccolma, 22 aprile 2000) è un calciatore svedese, centrocampista dell'Hertha Berlino e della nazionale svedese.

## Caratteristiche tecniche
È un centrocampista centrale, dotato di buone doti tecniche e grande intelligenza tattica, oltre a una discreta abilità nei contrasti difensivi.
Ha dichiarato di ispirarsi a Robin Quaison.

## Carriera

### Club
Nato in Svezia da genitori somali, Hussein è cresciuto nel sobborgo di Hjulsta e ha iniziato a giocare a calcio all'età di 7 anni nel Bromstens IK, squadra della periferia nord-occidentale di Stoccolma. A 14 anni è entrato nel settore giovanile dell'AIK.
Nel gennaio 2018, ha firmato il suo primo contratto da professionista con il club di Solna ed è stato ufficialmente promosso in prima squadra. Il 24 febbraio seguente, Hussein ha disputato la sua prima partita ufficiale, giocando nell'incontro di Coppa di Svezia vinto 2-1 in trasferta contro l'Oddevold. Il suo debutto in Allsvenskan è avvenuto invece il 27 aprile 2018, quando è subentrato a Nabil Bahoui all'86º minuto contro la Sirius (vinto per 2-0); questa sarà anche la sua unica presenza in giallo-nero della stagione, concluso dall'AIK con la riconquista di un titolo nazionale che mancava da nove anni.
Nell'agosto dello stesso anno, Hussein è stato girato in prestito fino al termine della stagione al Vasalund, con cui è sceso in campo in 7 occasioni nella quarta serie nazionale.
Nel corso dell'Allsvenskan 2019, Hussein ha iniziato ad entrare con regolarità nelle rotazioni del tecnico Rikard Norling, giocando in tutto sedici partite, di cui dieci da titolare.
Nella stagione 2020, Hussein è stato costretto a saltare tutto il precampionato e le prime partite ufficiali (tra cui anche la fase a gironi della Coppa di Svezia) a causa di un problema a un nervo della guancia, che gli aveva provocato una paralisi facciale e che lo ha costretto a scendere in campo per il resto della stagione con del nastro adesivo sul viso. Ciò nonostante, una volta tornato a disposizione, il centrocampista ha mantenuto il suo posto in squadra, e il 21 giugno 2020 ha realizzato il suo primo gol in Allsvenskan, con un diagonale che ha portato in vantaggio l'AIK nel derby esterno sul campo dell'Hammarby. Inoltre, nella stessa partita, si è anche procurato il rigore (poi trasformato da Sebastian Larsson) che è valso il definitivo 0-2 in favore dell'AIK. Durante la pausa estiva della stagione 2021, Hussein ha firmato un rinnovo del proprio contratto con la società giallo-nera fino alla fine del 2023. Nel corso dell'Allsvenskan 2021 ha giocato titolare in tutte e 30 le partite in calendario.
Il 30 agosto 2023, Hussein viene ingaggiato a titolo definitivo dall'Hertha Berlino, nella 2. Bundesliga, con cui firma un contratto triennale.

### Nazionale
Per via delle sue origini, Hussein ha potuto scegliere di rappresentare a livello internazionale la Svezia (paese in cui è nato) o la Somalia (di cui i suoi genitori sono originari).
Dopo aver scelto il primo dei due Stati, fra il 2017 e il 2018 il centrocampista ha costituito una presenza fissa della nazionale Under-19 scandinava, in cui, peraltro, giocava sotto-età.
Dal 2019, è entrato in pianta stabile nel giro dell'Under-21 svedese, di cui è anche diventato capitano nel 2021.
Il 9 gennaio 2023, Hussein ha esordito con la nazionale maggiore svedese, subentrando ad Hugo Larsson al 68º minuto dell'amichevole contro la Finlandia, vinta per 2-0.

## Statistiche
Statistiche aggiornate al 1º novembre 2021.

### Presenze e reti nei club
| Stagione        | Squadra         | Campionato      | Campionato | Campionato | Coppe nazionali | Coppe nazionali | Coppe nazionali | Coppe continentali | Coppe continentali | Coppe continentali | Altre coppe | Altre coppe | Altre coppe | Totale | Totale | Totale |
| Stagione        | Squadra         | Comp            | Pres       | Reti       | Comp            | Pres            | Reti            | Comp               | Pres               | Reti               | Comp        | Pres        | Reti        | Pres   | Reti   |        |
| --------------- | --------------- | --------------- | ---------- | ---------- | --------------- | --------------- | --------------- | ------------------ | ------------------ | ------------------ | ----------- | ----------- | ----------- | ------ | ------ | ------ |
| 2017            | AIK             | A               | 0          | 0          | CS              | 1               | 0               |                    | -                  | -                  |             | -           | -           | 1      | 0      |        |
| 2018            | AIK             | A               | 1          | 0          | CS              | 3               | 0               | UEL                | 0                  | 0                  |             | -           | -           | 4      | 0      |        |
| 2019            | AIK             | A               | 16         | 0          | CS              | 2               | 1               | UCL+UEL            | 2+1                | 0                  |             | -           | -           | 21     | 1      |        |
| 2020            | AIK             | A               | 25         | 2          | CS              | 0               | 0               |                    | -                  | -                  |             | -           | -           | 25     | 2      |        |
| 2021            | AIK             | A               | 26         | 1          | CS              | 4               | 0               |                    | -                  | -                  |             | -           | -           | 30     | 1      |        |
| Totale carriera | Totale carriera | Totale carriera | 68         | 3          |                 | 10              | 1               |                    | 3                  | 0                  |             | -           | -           | 81     | 4      |        |

## Palmarès

### Club

#### Competizioni nazionali
- Campionato svedese: 1

AIK: 2018